# 三泉圣保禄堂

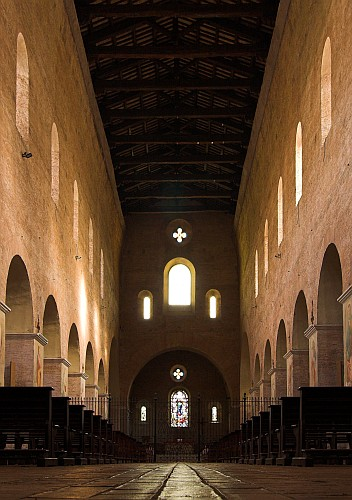

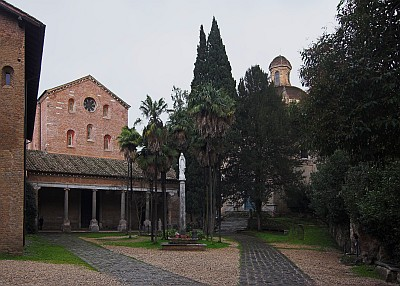

三泉圣保禄堂（義大利語：San Paolo alle Tre Fontane）是意大利罗马的一座罗马天主教聖堂，位于圣保禄殉道的地点。 
传说圣保禄的头颅从身体切断时，弹起三次，撞击地面，每个地点形成一个泉眼。。
该聖堂始建于公元5世纪，1599年重建。现在属于熙笃会三泉隐修院。也是一間執事級樞機領銜聖堂。